# Vösendorf
Vösendorf is een gemeente in de Oostenrijkse deelstaat Neder-Oostenrijk, gelegen in het district Mödling (MD). De gemeente heeft ongeveer 4900 inwoners.

## Geografie
Vösendorf heeft een oppervlakte van 10,49 km². Het ligt in het noordoosten van het land, vlak onder de hoofdstad Wenen.
Achau · Biedermannsdorf · Breitenfurt bei Wien · Brunn am Gebirge · Gaaden · Gießhübl · Gumpoldskirchen · Guntramsdorf · Hennersdorf · Hinterbrühl · Kaltenleutgeben · Laab im Walde · Laxenburg · Maria Enzersdorf · Mödling · Münchendorf · Perchtoldsdorf · Vösendorf · Wiener Neudorf · Wienerwald
- Gemeinsame Normdatei: 4494738-0
- Library of Congress Control Number: n87893301
- Nationale Bibliotheek van Israël: 987007562418005171
- Virtual International Authority File: 134965765
- WorldCat: E39PBJtMt7FjD3RHTHVggr4H4q